# アドウォルトン・ムーアの戦い
アドウォルトン・ムーアの戦い（アドウォルトン・ムーアのたたかい、英：Battle of Adwalton Moor）は、清教徒革命のイングランド内戦（第一次イングランド内戦）における1643年6月30日の国王軍（王党派）と議会軍（議会派）の戦闘である。
イングランド北部・ヨークシャーはニューカッスル伯ウィリアム・キャヴェンディッシュの率いる国王軍に圧迫され危機を迎えていた。救援に向かったグロビーのグレイ卿トマス・グレイ、オリバー・クロムウェル、ジョン・ホタムら議会軍がノッティンガムに集合したが、ホタムは王党派に内通したことが発覚、6月18日に逮捕された。一旦脱走したホタムは28日に同名の父ジョン・ホタム共々再度捕らえられロンドンへ送られた。この出来事が災いして議会軍は相互不信に陥り、北部の救援に行けなかった。
一方、ブラッドフォードに駐屯していた議会軍司令官のファーディナンド・フェアファクス卿と息子トーマス・フェアファクスは、ニューカッスル伯の国王軍が迫ってきているとの報せを受けた。ブラッドフォードでは包囲されると判断した父子は迎え撃つべく出陣、両軍はアドウォルトンの荒野で戦闘状態に入った。
戦場は沼地で高地と縁の生垣と小屋は国王軍が占拠していた。士気は議会軍が高く序盤は優勢と思われたが、2倍以上の国王軍に圧倒された上、後衛を生垣を迂回した騎兵隊に襲われ、議会軍はパニックに陥り敗走した。フェアファクス父子は命からがらブラッドフォードへ退却、そこを放棄してハルで市民に招かれ入城した（この町はホタム父子が支配していたが、丁度市民が反乱を起こしてホタム父子を捕らえた頃だった）。やがてトーマスは逃亡中はぐれた娘メアリーと再会、王党派の捕虜になっていた妻アンは解放され夫と再会した。
この戦いでハルを除くヨークシャーの大部分はニューカッスル伯が制圧、北部戦線における国王軍の優位は決定的となった。いっぽう議会軍主力の民兵は、その脆さを露呈させた。これによって議会軍は軍編成の改革が急務であると認識し始めた。